# Brakefieldia perspicua
Brakefieldia perspicua is een vlinder uit de familie van de Nymphalidae, uit de onderfamilie van de Satyrinae. De soort is voor het eerst wetenschappelijk beschreven als Mycalesis perspicua door Roland Trimen in een publicatie uit 1873.

## Verspreiding
De soort komt voor in een groot deel van tropisch Afrika waaronder Kameroen, Soedan, Ethiopië, Congo-Kinshasa, Oeganda, Kenia, Rwanda, Burundi, Tanzania, Zambia, Malawi, Mozambique, Namibië, Botswana, Zimbabwe, Zuid-Afrika en Swaziland.

## Habitat
De vlinder komt jaarrond voor in savannes met name langs oevers van beken en rivieren.

## Waardplanten
De rups leeft op diverse soorten van de grassenfamilie zoals Ehrharta erecta, Panicum maximum en Pennisetum clandestinum.  

## Ondersoorten
- Brakefieldia perspicua perspicua (Trimen, 1873) (alle hierboven genoemde landen m.u.v. Kameroen)
  - = Henotesia perspicua perspicua (Trimen, 1873)
  - = Mycalesis maevius Staudinger, 1887
  - = Henotesia perspicua submaevius Strand, 1910
  - = Mycalesis perspicua amanica Strand, 1910
- Brakefieldia perspicua camerounica (Kielland, 1994) (Kameroen)
  - = Henotesia perspicua camerounica Kielland, 1994
  - = Heteropsis perspicua camerounica (Kielland, 1994)